# NGC 5553
NGC 5553 (другие обозначения — UGC 9160, MCG 5-34-17, ZWG 163.24, PGC 51105) — спиральная галактика (Sa) в созвездии Волопас.
Этот объект входит в число перечисленных в оригинальной редакции «Нового общего каталога».